# Lophoblatta pellucida
Lophoblatta pellucida är en kackerlacksart som först beskrevs av Hermann Burmeister 1838.  Lophoblatta pellucida ingår i släktet Lophoblatta och familjen småkackerlackor. Inga underarter finns listade i Catalogue of Life.